# Кулиш, Евгений Алексеевич
Евгений Алексеевич Кулиш (05.11.1931 — 21.10.2010) — советский и украинский геолог, член-корреспондент АН СССР (1979—1991) и РАН (с 1991), академик НАНУ (с 2006).

## Биография
Родился в с. Александровка (ныне Азовский район Ростовской области).
Окончил геологический факультет Ростовского государственного университета (Ростов-на-Дону) (1954).
- 1954—1958 начальник партии Восточно-Сибирской экспедиции ГУ МРТП, затем ГУ МН и ОН (с. Золотинка, Якутская АССР). Открыл два промышленно ценных месторождения пьезокварца и несколько россыпей хрусталеносных жил.
- 1957—1960 аспирант при Геологическом музее АН СССР им. А. П. Карпинского (Ленинград).
- 1960—1961 младший научный сотрудник там же. В 1960 г. защитил кандидатскую диссертацию на тему «Геология и петрология кварцитов архея Алданского щита».
- 1961—1966 работал в ДВГИ, организатор и первый заведующий Хабаровской геолого-геофизической лабораторией АН СССР. Область исследований в тот период — генетическая и региональная металлогения, метаморфогенное рудообразование.
- 1966 — директор Дальневосточного филиала ВИМС.
- 1966—1983 первый директор Дальневосточного научно-исследовательского института минерального сырья (ДВИМС).
- 1983—1996 — заведующий отделом рудных формаций, одновременно в 1985—1988 зам. директора по научной работе Института геохимии, минералогии и рудообразования НАНУ (Киев),
- 1996—2010 — зав. отделом металлогении и минеральных ресурсов Института геохимии окружающей среды НАНУ (Киев).

В 1992—1998 зам. академика-секретаря отдела наук о Земле НАНУ.
Автор более 400 опубликованных научных работ: монографий, справочников, карт, статей. Редактор 44 сборников и монографий.
Доктор геолого-минералогических наук (1972), профессор (1973), член-корреспондент АН СССР (1979—1991), член-корреспондент РАН (с 1991 года), член-корреспондент НАНУ (с 1992 года), действительный член НАНУ (2006).
Умер в Киеве 21 октября 2010 г.
Сочинения:
- Осадочная геология архея Алданского щита / Е. А. Кулиш. — М. : Наука, 1983. — 208 с. : ил.; 21 см.
- Литология высокоглиноземистых метаморфических пород Нижнего архея Алданского щита : диссертация … доктора геолого-минералогических наук : 04.00.00. — Хабаровск, 1971. — 437 с. : ил.
- Месторождения руд металлов и их комплексное использование = Deposits of metallic ores and their complex utilization / Е. А. Кулиш, И. Л. Комов, В. В. Покалюк. — Киев : Изд. Ин-та геохимии окружающей среды НАН и МЧС Украины, 2008. — 273, [1] с. : ил., табл.; 29 см; ISBN 978-966-02-4603-4
- Высокоглиноземистые метаморфические породы нижнего архея Алданского щита и их литология [Текст] / АН СССР. Дальневост. науч. центр. Ин-т тектоники и геофизики. — Хабаровск : [б. и.], 1973. — 369 с. : ил.; 20 см.
- Петрохимия докембрийских комплексов украинского и алданского щитов / Е. А. Кулиш, Б. А. Горлицкий; АН УССР, Ин-т геохимии и физики минералов. — Киев : Наук. думка, 1989. — 187,[2] с. : ил.; 26 см; ISBN 5-12-000603-5 : 4 р. 10 к.
- Урановые руды мира = World’s uranium ores : геология, ресурсы, экономика / Е. А. Кулиш, В. А. Михайлов ; Нац. акад. наук Украины, Киев. нац. ун-т им. Тараса Шевченко. — Киев : Логос, 2004. — 276 с. : ил.; 20 см.
- Кварциты архея в южной части Алданского щита [Текст] / Акад. наук СССР. Сиб. отд-ние. Дальневост. филиал им. В. Л. Комарова. Дальневост. геол. ин-т. — Магадан : Кн. изд-во, 1964. — 119 с., 9 л. ил. : ил.; 26 см.
- Геохимия, минералогия, генезис и классификация месторождений урана = Geochemistry, mineralogy, genesis and classifications of uranium deposits / Е. А. Кулиш, В. А. Михайлов ; Нац. акад. наук Украины, Ин-т геохимии окружающей среды, Киев. нац. ун-т им. Тараса Шевченко. — Киев, 2006. — 210, [2] с. : ил., табл.; 20 см; ISBN 966-02-3890-8
- Из истории освобождения отечественной промышленности от импорта минерального сырья [Текст] / Е. А. Кулиш , В. И. Оноприенко; под ред. В. И. Старостина ; Междунар. союз истории и философии науки, Нац. ком. историков науки Украины. — Киев : Информ.-аналитическое агентство, 2010. — 79 с. : ил., портр.; 21 см; ISBN 978-617-571-002-9
- Геологические факторы экономической ценности железорудных месторождений = Geological factors of the economic value of iron deposists / Е. А. Кулиш, А. В. Плотников ; Нац. акад. наук Украины, Ин-т геохимии окружающей среды, М-во образования и науки Украины, Криворож. экон. ин-т Киев. нац. экон. ун-та. — Киев : [б. и.], 2005. — 291 с. : табл.; 21 см; ISBN 966-02-3472-4
- Экономическая геология марганцевых руд = Economic geology of manganic ore / Е. А. Кулиш, А. В. Плотников ; Нац. акад. наук Украины, Ин-т геохимии окружающей среды, М-во образования и науки Украины, Криворожский экономический ин-т Киевского нац. экономического ун-та. — Киев : Логос, 2007. — 295, [12] с. : ил., цв. ил., карты; 30 см; ISBN 978-966-02-4361-3
- Метаморфические марганцевые комплексы Дальнего Востока [Текст] / Л. И. Кулиш, Е. А. Кулиш ; АН СССР. Дальневост. науч. центр. Ин-т тектоники и геофизики. М-во геологии СССР. Дальневост. науч.-исслед. ин-т минер. сырья. — Хабаровск : [б. и.], 1974. — 466 с. : ил., карт.; 20 см.
- Топоминералогия и прогнозно-поисковая модель вольфрамового оруденения Северного Кавказа = Topomineralogy and forecast-prospecting model of tungsten mineralization of the North Caucasus / Е. А. Кулиш, Е. А. Нырков ; Нац. акад. наук Украины, Ин-т геохимии окружающей среды, ГОУ ВПО Южно-Российский гос. техн. ун-т (Новочеркасский политехн. ин-т), Южный науч. центр Российской акад. наук. — Киев : Логос, 2007. — 254 с. : ил.; 20 см; ISBN 978-966-02-4300-06.

## Звания и награды
Лауреат Государственной премии Украины (1998). Заслуженный деятель науки и техники Украины (2008). Почётный разведчик недр Украины.